# 伍承載
伍承載（？—？），字象坤，號華武，江西吉安府安福縣人，明朝政治人物。

## 生平
萬曆三十一年（1603年）癸卯科江西鄉試四十五名舉人，天啟二年（1622年）中式壬戌科會試第十六名，三甲第二百九十名進士。兵部觀政，三年（1623年）改泉州府儒學教授，五年（1625年）升國子監博士，七年（1627年）升南京兵部主事，崇禎二年（1629年）升員外郎，每按籍清冊，悉軍運之苦，專疏條論，謂漕非灑帶無以解焚艘之厄，田非清丈無以蘇虛荒之苦。得旨次第行之，三年（1630年）升禮部祠祭司郎中，四年（1631年）三月出為雲南按察司僉事、兵備臨安，十四年（1641年）調廣西按察司僉事、兵備武緣。